# Zagrebačka naklada
Zagrebačka naklada je izdavačka kuća iz Zagreba, osnovana 1993. godine u Zagrebu. Prepoznatljiva je po jeftinim, no kvalitetnim džepnim izdanjima knjiga raznih žanrova. Zagrebačka naklada spada u srednje velike nakladnike.
Najpoznatije su biblioteke Alien SF (znanstvena fantastika), Feniks, Krimi (kriminalistički romani), Ratne priče, Posebna izdanja, uz kiosk biblioteke Triler (kriminalistički romani) i Nexus (znanstvena fantastika).

## Najznačajniji autori

### Alien SF
- Roger Zelazny
- Phillip K. Dick
- Harry Harrison

### Feniks
- Jorge Luis Borges
- Antoine de Saint-Exupery
- Hermann Hesse

### Krimi
- Ed McBain
- Mary Higgins Clark

### Ratne priče
- Sven Hassel

### Posebna izdanja
- Stephen King
- Douglas Adams